# Chapada Diamantina

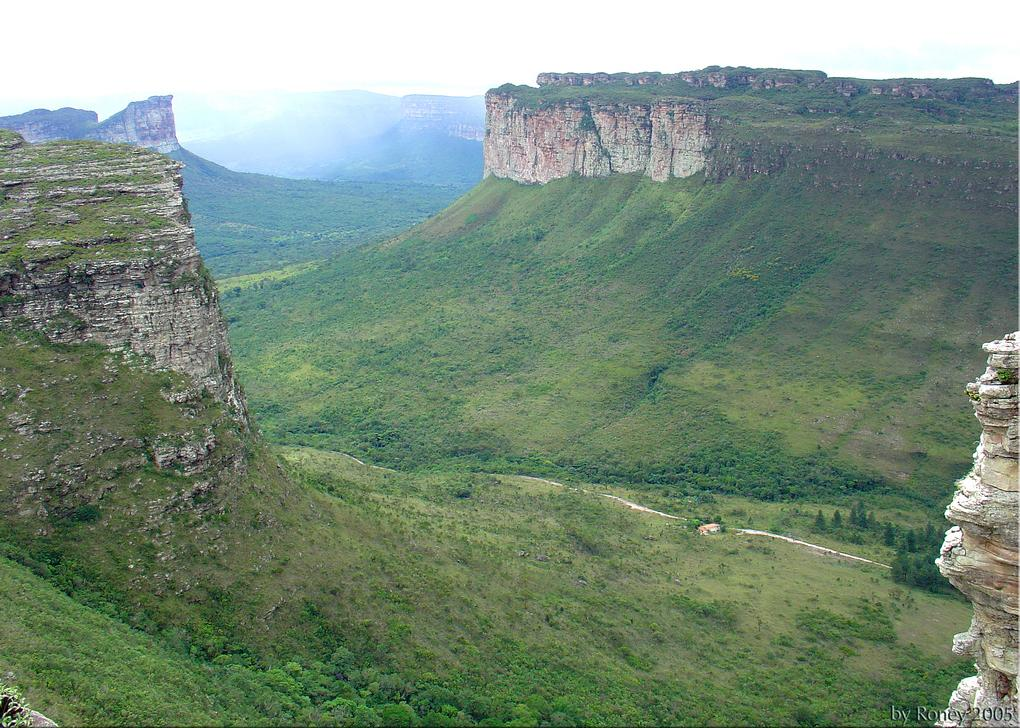
Zicht vanaf Morro do Pai Inácio

Chapada Diamantina (= Diamantenplateau) is een Braziliaans natuurgebied. Het gebied ligt circa 425 kilometer ten westen van Salvador in het binnenland van de staat Bahia en beslaat een oppervlakte van 30.921 km2. Het landschap bestaat onder meer uit bergen, tropische bossen, canyons, valleien, grotten met rotstekeningen en enkele hoogvlaktes die grotendeels bedekt zijn met gras en struiken, waaronder Morro do Pai Inácio. Het hoogste punt van Chapada Diamantina is de 2.033 meter hoge Pico do Barbado. Tot de flora behoren onder meer bromelia's, orchideeën en madeliefjes. De economie van het gebied drijft vooral op het ecotoerisme met als voornaamste trekpleister het Nationaal Park Chapada Diamantina. Haar naam dankt Chapada Diamantina aan haar landschap en aan de vondst van diamanten op haar grondgebied.